# نيكلاس إيكبرج
نيكلاس إيكبرج (مواليد 23 ديسمبر 1988)،هو لاعب كرة يد سويدي،يلعب حالياً لنادي كيل ويمثل منتخب السويد لكرة اليد.

## روابط خارجية
- نيكلاس إيكبرج على موقع الاتحاد الأوروبي لكرة اليد (الإنجليزية)
- نيكلاس إيكبرج على موقع الدوري الألماني لكرة اليد (الألمانية)
- نيكلاس إيكبرج على موقع نادي كيل لكرة اليد (الألمانية)
- نيكلاس إيكبرج على موقع أوليمبيديا (الإنجليزية)
- نيكلاس إيكبرج على موقع اللجنة الأولمبية السويدية (السويدية)